# Haragapur, Hukeri
Haragapur là một làng thuộc tehsil Hukeri, huyện Belgaum, bang Karnataka, Ấn Độ.